# Esperanza Aguirre
Esperanze Aguirre Gil de Biedma (Madrid, 3 januari 1952) is een Spaans politica. Tot haar ontslag in februari 2016, na de huiszoeking wegens een vermoeden van corruptie in haar partijhoofdkwartier, werd ze beschouwd als een van de invloedrijkste vrouwen in de Spaanse politiek en een van de belangrijkste vertegenwoordigers van het neoliberalisme in Spanje en binnen haar eigen Partido Popular. Tot 17 september 2012 was zij presidente van de autonome regio Madrid. Esperanza Aguirre is getrouwd en heeft twee zoons. Haar echtgenoot is van adellijke afkomst en mag zich graaf noemen.

## Opleiding en begin politieke carrière
Aguirre begon haar opleiding aan het Asunción College van The British Institute te Madrid. Daarop studeerde zij rechten aan de Complutense Universiteit in dezelfde stad, en rondde zij deze studie af in 1974. Na het herstellen van de Spaanse democratie werd zij lid van de Liberale Partij. Deze partij ging op in de Coalición Popular (Volkscoalitie) en voor deze nieuwe partij kwam zij in 1983 in de Madrileense gemeenteraad terecht. De Coalición Popular ging enkele jaren later weer op in de nog altijd bestaande Partido Popular.

## Nationale Politiek
Tijdens de parlementsverkiezingen van 1996 werd Aguirre voor de zesde legislatuur in de Spaanse senaat gekozen namens de provincie Madrid. De nieuwe minister-president, José María Aznar benoemde haar tot minister van Onderwijs, Cultuur en Sport. In 1999 werd ze in die rol vervangen door Mariano Rajoy, zodat ze voorzitter van de senaat kon worden als eerste vrouw in de Spaanse geschiedenis. Ze bleef in deze functie tijdens de eerste helft van de zevende legislatuur, nadat ze in de verkiezingen van 2000 herkozen werd.
Hoewel destijds haar naam vaak genoemd werd voor de functie van burgemeester van Madrid, stelde haar partij haar in 2002 kandidaat voor het presidentschap van de autonome regio Madrid. Haar partij verloor bij de regionale verkiezingen op 25 mei 2003 de absolute meerderheid, maar de oppositie, bestaande uit de sociaaldemocratische PSOE en Izquierda Unida (Verenigd Links) kwamen ook niet tot een meerderheid omdat twee gedeputeerden van de PSOE hun partij verlieten en geen enkele kandidaat wilden steunen. De verkiezingen werden daarom in oktober overgedaan, waarbij de Partido Popular wel de absolute meerderheid behaalde. Esperanza Aguirre werd hierop presidente van de autonome regio Madrid. 
Als voorstander van een sterke centrale staat is ze een uitgesproken tegenstander van het toenemende Catalaanse onafhankelijkheidsstreven. Na de Catalaanse Weg, een massamanifestatie op de diada in september 2013, liet ze weten dat ze die onafhankelijkheidsbeweging, naast de hoge werkloosheid en de corruptie, als een van de drie grootste hedendaagse problemen van Spanje zag.
Op 17 september  2012 kondigde Esperanza Aguirre aan dat ze zich wegens gezondheidsredenen na 29 jaar terugtrok uit de politiek. Als presidente van de autonome deelstaat Madrid werd ze opgevolgd door haar vicepresident Ignacio González González en als afgevaardigde door María Teresa Gómez-Limón Amador. In 2014 bleef ze nog wel partijvoorzitster van de PP in Madrid, maar op 14 februari 2016 heeft ze ook uit die functie ontslag genomen, wegens de corruptie in haar partij, waarvoor ze zich politiek verantwoordelijk voelde ofschoon ze zichzelf als onschuldig beschouwde, nadat de Guardia Civil in de week vooraf een huiszoeking in het partijhoofdkwartier had uitgevoerd. Op 2 september 2019 is ze evenwel in staat van beschuldiging gesteld in de Zaak-Púnica, een belangrijk corruptieschandaal in de regio Madrid. In deze zaak was anno juni 2020 nog geen uitspraak gedaan. 

## Overige
In 1998, toen Aguirre minister van cultuur was, maakte zij een pijnlijk foutje toen haar gevraagd werd naar haar mening over Saramago, winnaar van de Nobelprijs voor literatuur. Aangezien zij "Sara Mago" had verstaan, antwoordde ze: "Ik heb nog niets van haar gelezen."
Op 1 december 2005 kwam zij bij een ernstig helikopterongeluk met de schrik vrij.
Esperanza Aguirre houdt veel van muziek en schilderkunst, en van sport, vooral golf. Andere hobby’s zijn mode en talen; ze spreekt goed Engels en Frans.
- Biblioteca Nacional de España: XX1188468
- Catàleg d'autoritats de noms i títols de Catalunya: 981058526472206706
- Gemeinsame Normdatei: 137190794
- International Standard Name Identifier: 0000 0001 1468 9345
- Library of Congress Control Number: n98018777
- Nationale Bibliotheek van Tsjechië: osd2016905077
- Nederlandse Thesaurus van Auteursnamen: 182323811
- Système universitaire de documentation: 06918934X
- Virtual International Authority File: 21450911
- WorldCat: E39PCjw7cQPgTj3pTQYjcc3Yj3